# Estádio Municipal de Aveiro
Estádio Municipal de Aveiro je fotbalový stadion v portugalském městě Aveiro. Leží na východním okraji Aveira v klidné lokalitě, kolem níž má vyrůst sportovní park s víceúčelovou halou, plaveckým bazénem a golfovým resortem. Byl postaven v roce 2003 při příležitosti Mistrovství Evropy ve fotbale 2004, v jehož průběhu hostil dvě utkání základní skupiny D (ČR vs. Lotyšsko a Nizozemsko vs. ČR). Stadion má kapacitu cca 33 000 sedících diváků, což ho činí pátým nejvetším fotbalovým stadionem v Portuglasku. Zaujme svým „pastelovým“ vzhledem (vně i uvnitř), symbolizujícím živost a kreativitu portugalské kultury. Stadion je domácí pro fotbalový klub SC Beira-Mar, který hraje v nižších soutěžích. Odehrávají se zde i jiné sportovní a kulturní akce, ale stadion není dostatečně vytížen. 
Stadion, jehož konstrukce se začala stavět 6. června roku 2001, stál celkem 62 miliónů eur.

## Galerie

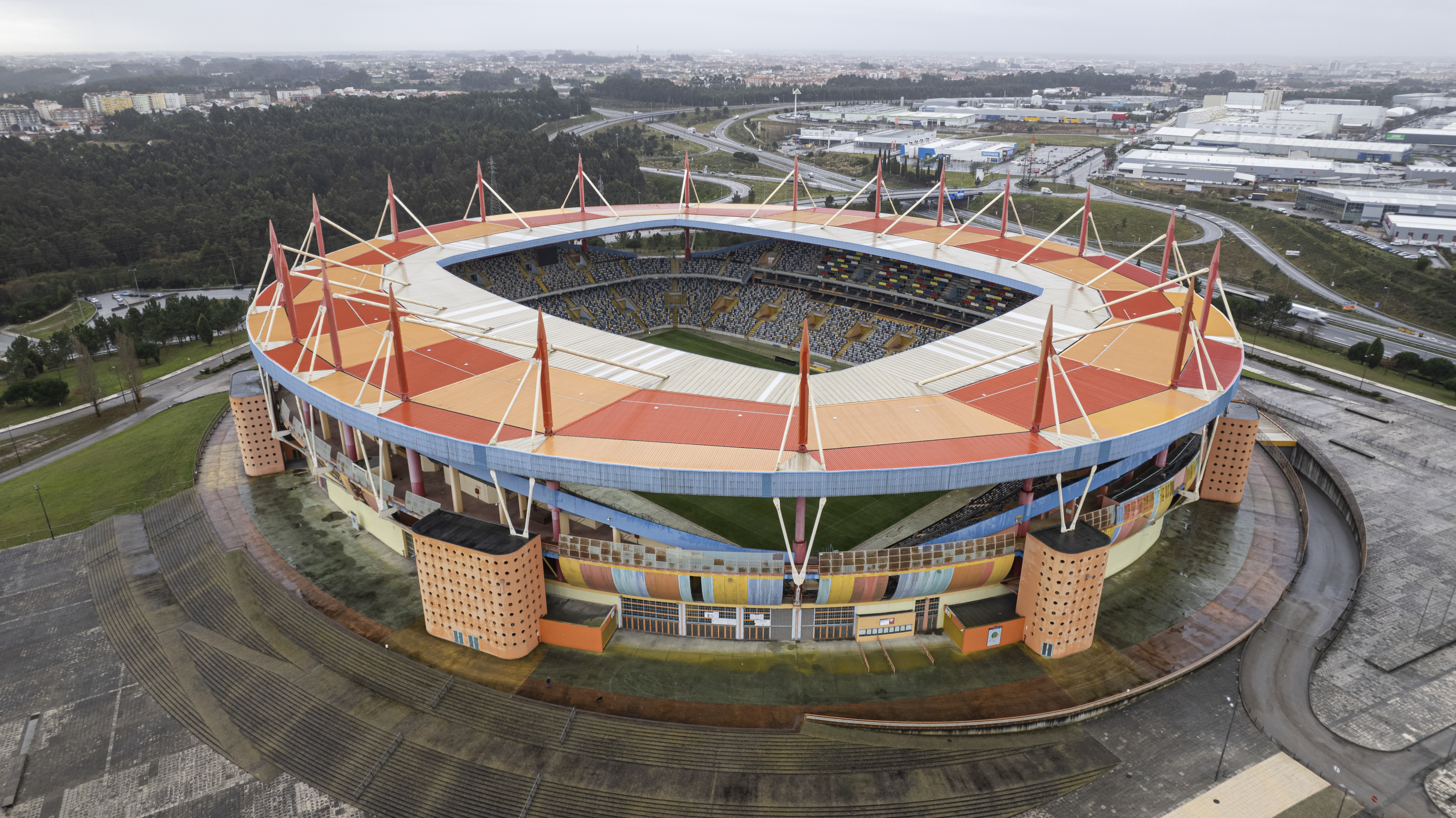
Pohled shora
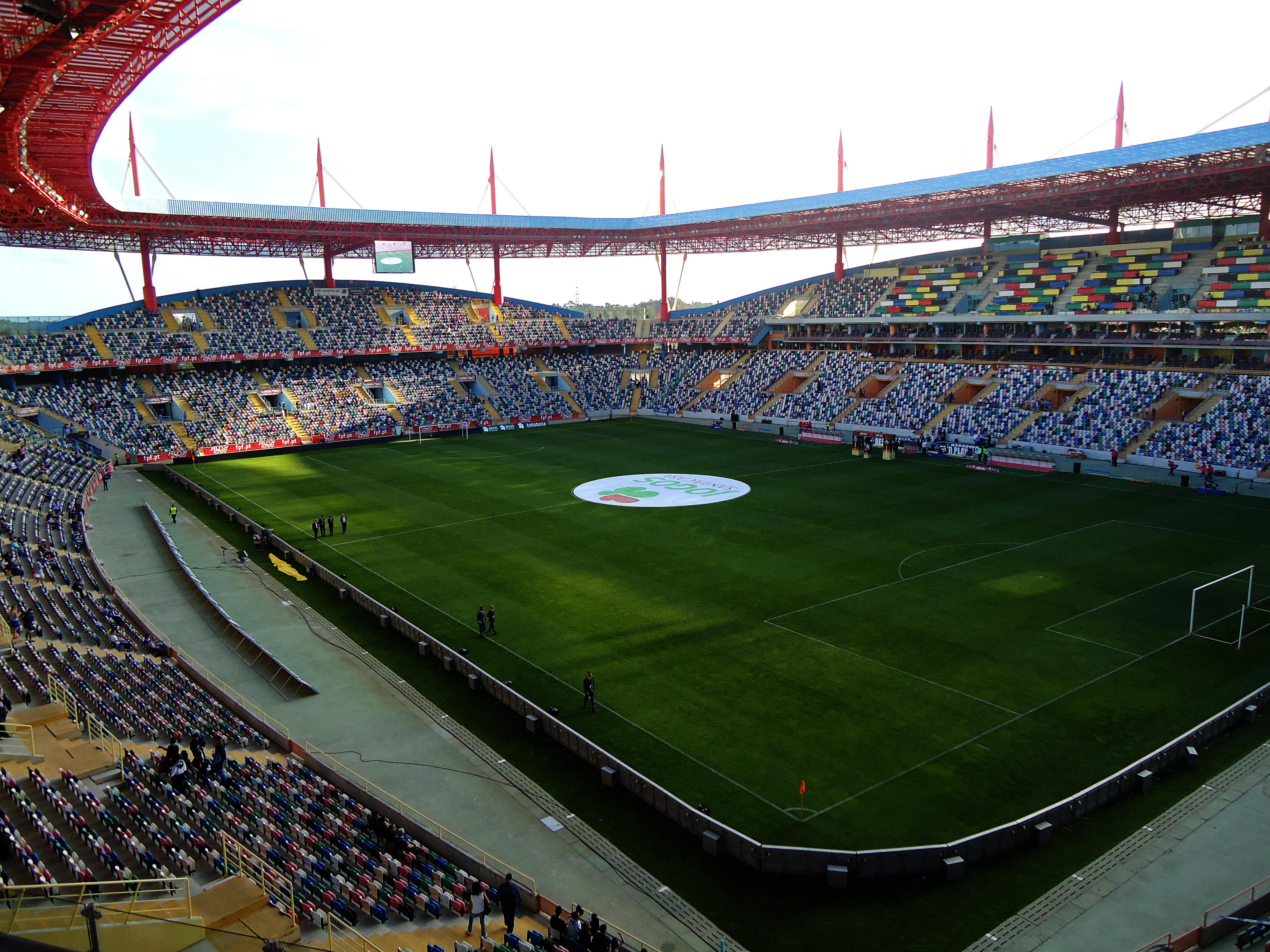
Interiér stadionu
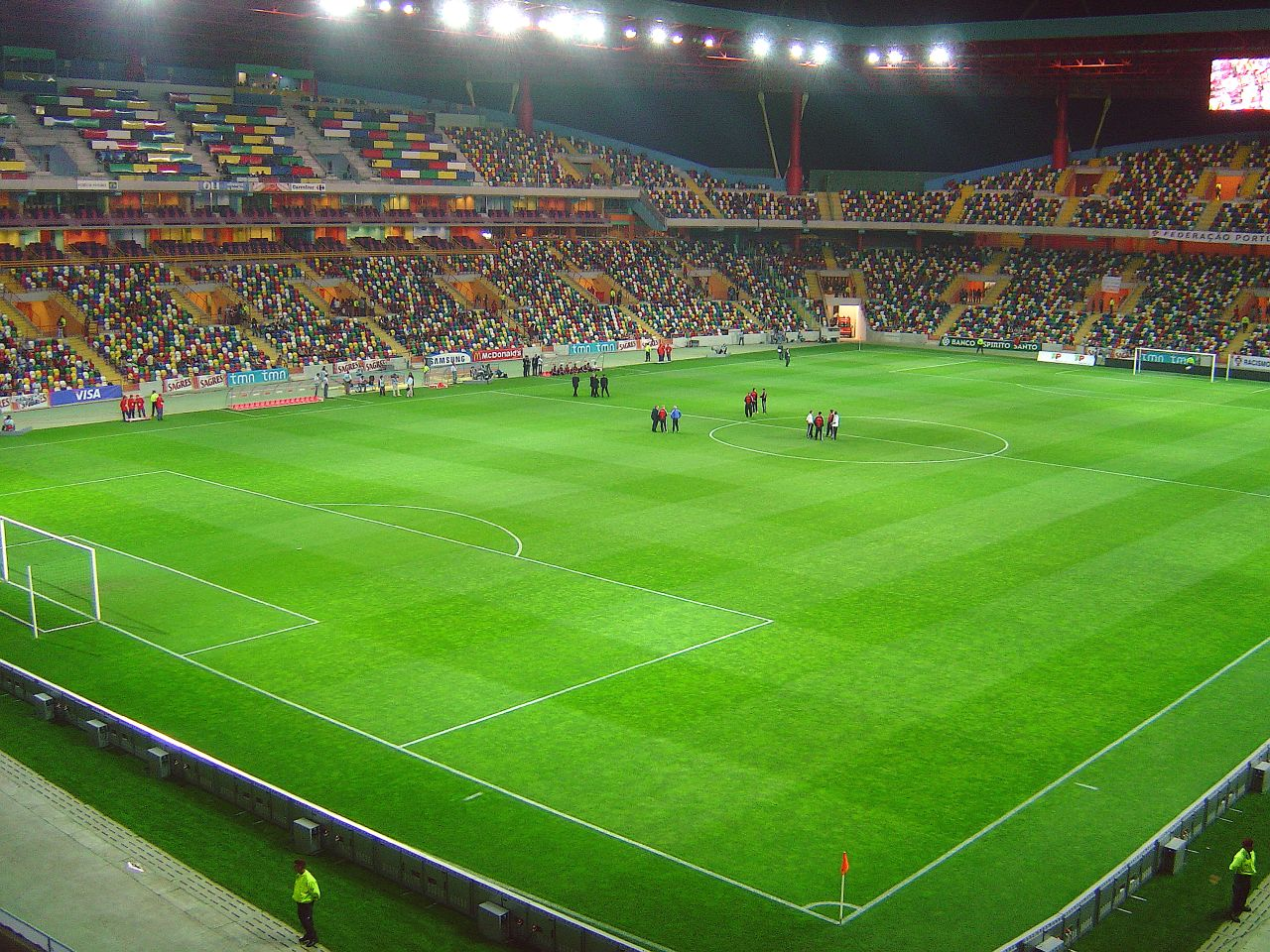
Hrací plocha
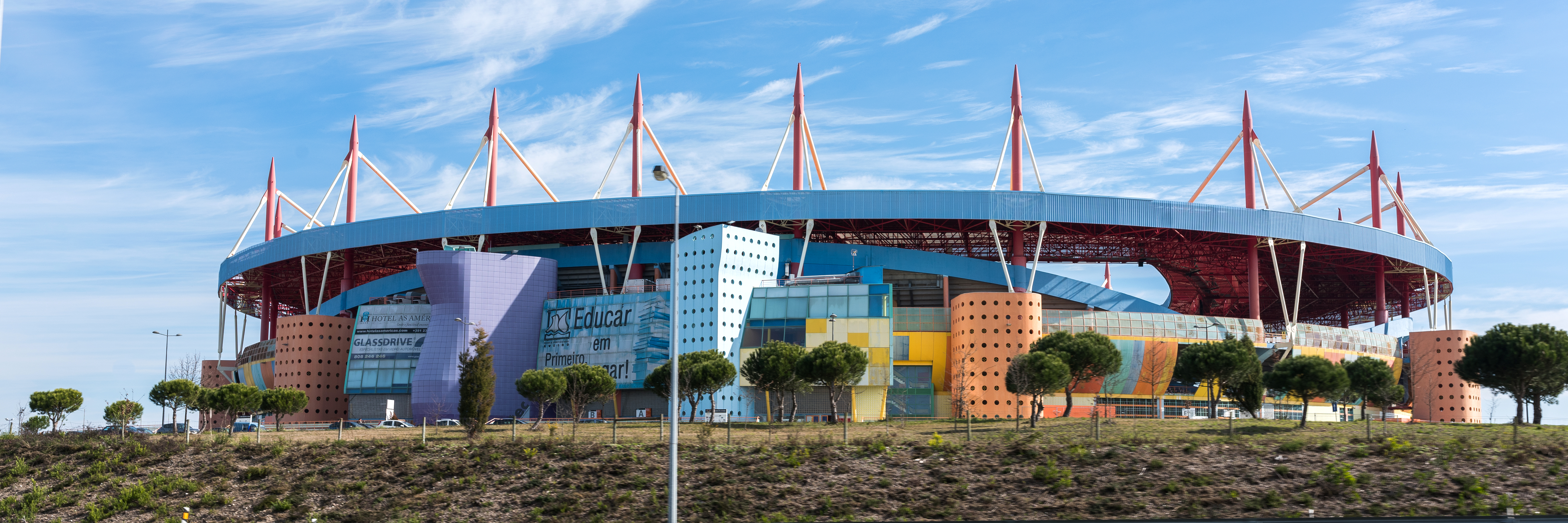
Stadion v roce 2015